# Deutsche Gesellschaft für Militärmusik
Die Deutsche Gesellschaft für Militärmusik e.V. (DGfMM) ist ein gemeinnütziger Altertumsverein.
Mit dem Verweis darauf, dass die Bundesrepublik Deutschland wegen ihrer Geschichte des Föderalismus wie kein anderes Land der Welt über eine „so umfangreiche und in ihren Traditionen so unterschiedlich geprägte Sammlung von Märschen verfügt“, setzt sich der Verein für die Bewahrung und die Pflege der Militärmusik ein, die sie als kulturgeschichtliches Phänomen erkennt und die sie durch Desinteresse, gezielte Fehlinformationen und Unkenntnis bedroht sieht. Die DGfMM erklärt, mit Hilfe von „Fachleuten die Rolle der Militärmusik frei von Vorverurteilungen von ihren Anfängen bis in die Gegenwart“ erforschen, erhalten und durch fundierte Informationen darstellen zu wollen.
Der Verein tut dies eigenen Angaben zufolge durch Veröffentlichungen, Vorträge, musikalische Veranstaltungen, Musikproduktionen und durch den Aufbau eines internationalen Archivs. So finanziert die DGfMM jährlich das Neuarrangement von Märschen, von denen lediglich Klaviersätze, unvollständige Partituren oder nur alte Schellackaufnahmen existieren würden, um diese dann militärischen oder zivilen Musikkorps zur Neueinspielung anbieten zu können. Auf diese Weise trägt der Verein eigener Aussage zufolge fortlaufend zu „CD Produktionen mit musikalischen Kostbarkeiten, deren Noten seit Generationen vergessen oder als verschollen galten“, bei. Zu den Leistungen der DGfMM in der Vergangenheit zählt unter anderem die Einspielung sämtlicher 605 Märsche der Preußischen Armeemarschsammlung und der Deutschen Heeresmarschsammlung auf 52 Schallplatten durch die Stadtmusik Wien und die Militärmusik Burgenland. Darunter befinden sich Märsche, die sonst auf keinem anderen Tonträger zu hören sind.
Der Militärmusikverein verfügt über zwei Archive (in Neustadt an der Aisch sowie in Ingolstadt) mit Noten, Tonträgern und Textdokumenten. Daneben führt es in Bergisch Gladbach ein Bildarchiv. 
In jedem Quartal veröffentlicht die Deutsche Gesellschaft für Militärmusik die Mitgliederzeitschrift Mit Klingendem Spiel, in der neue Erkenntnisse und Ereignisse rund um die Militärmusik vorgestellt werden. Über die vereinseigene Website bietet die DGfMM unter anderem Noten und Kopien historischer Mitteilungsblätter zur Militärmusik an.